# Aire (canción de Pedro Marín)
«Aire» es una canción del solista español Pedro Marín, incluida en su primer álbum de estudio Pedro Marín.

## Descripción
Canción ligera con ritmo rápido. La letra gira en torno a un amor adolescente (el intérprete tenía 19 años) apasionado con la fuerza del viento.
El tema llegó a situarse el número 7 entre los más emitidos por las radios españolas en abril de 1980. Alcanzó además el número 1 de la lista de Los 40 Principales el 12 de abril de 1980.

## Versiones
El mismo intérprete volvió a grabar el tema en una nueva versión de 2007 con el sello Mainman.
En la década de 2000 el grupo de electropop La Casa Azul realizó una versión.
En 2014 la canción fue versionada por el músico ecuatoriano Guille Martínez.
En el ámbito de la parodia, cabe mencionar la versión que realizó el cómico Arturo Valls para el talent show Tu cara me suena el 1 de octubre de 2012.
La canción está incluida en la banda sonora de la serie de televisión Cuéntame cómo pasó.